# Inter-National-League 2014-2015
La Inter-National-League 2013-2014 è la terza stagione della Inter-National-League, campionato di hockey su ghiaccio composto da quindici squadre austriache e slovene.
Ad imporsi è stato l'EHC Lustenau.

## Squadre
Al termine della stagione 2013-2014 le squadre italiane dovettero abbandonare la INL su decisione della FISG: quattro di loro si iscrissero in Serie A e una in Serie B. Si ritirò anche la formazione slovena del Maribor mentre fecero il proprio debutto le squadre austriache di Kitzbühel e Kapfenberg, portando così il numero delle partecipanti a 11.
| Bregenzerwald       | Alberschwende | 1985 | Messestadion Dornbirn   | 4.270 |
| Pioneers Vorarlberg | Feldkirch     | 1945 | Vorarlberghalle         | 5.200 |
| Kapfenberg          | Kapfenberg    | 1947 | Sportzentrum Kapfenberg | 4.000 |
| Kitzbühel           | Kitzbühel     | 1910 | Sportpark Kapserbrücke  | 1.700 |
| Lustenau            | Lustenau      | 1970 | Rheinhalle Lustenau     | 2.200 |
| Zell am See         | Zell am See   | 1928 | Eishalle Zell am See    | 3.200 |
| Slavija Lubiana     | Lubliana      | 1964 | Dvorana Zalog           | 800   |
| Triglav Kranj       | Kranj         | 1968 | Arena Zlato polje       | 220   |
| Bled                | Bled          | 1999 | Bled Arena              | 1.000 |
| Celje               | Celje         | 1998 | Golovec Arena           | 500   |
| HDD Jesenice        | Jesenice      | 1948 | Dvorana Podmežakla      | 5.900 |

## Formula
La stagione regolare della INL prevede un girone all'italiana con gare di andata e ritorno per un totale di 20 partite distribuite su 22 giornate, con due turni di riposo per ciascuna squadra. La squadra che vince entro il tempo regolamentare conquista tre punti, mentre dopo il sessantesimo minuto due punti vanno alla squadra vincente, ed uno a quella perdente, mentre nessun punto va a chi perde nell'arco dei sessanta minuti.
Al termine della stagione regolare le squadre classificate ai primi cinque posti disputano un Master Round per determinare le posizioni in vista dei quarti di finale dei play-off. Le altre sei squadre disputano invece un girone di qualificazione per contendersi gli ultimi tre posti validi per i playoff.

## Stagione regolare

### Prima fase
|  | Pos. | Squadra             | Pt | G  | V  | VOT | POT | P  | GF  | GS  | DR   |
|  | ---- | ------------------- | -- | -- | -- | --- | --- | -- | --- | --- | ---- |
|  | 1.   | Bregenzerwald       | 47 | 20 | 14 | 1   | 3   | 2  | 75  | 42  | +33  |
|  | 2.   | Lustenau            | 45 | 20 | 13 | 3   | 0   | 4  | 92  | 45  | +47  |
|  | 3.   | HDD Jesenice        | 45 | 20 | 13 | 1   | 4   | 2  | 110 | 45  | +65  |
|  | 4.   | Pioneers Vorarlberg | 44 | 20 | 11 | 5   | 1   | 3  | 84  | 38  | +46  |
|  | 5.   | Zell am See         | 43 | 20 | 13 | 2   | 0   | 5  | 79  | 58  | +21  |
|  | 6.   | Kapfenberg          | 28 | 20 | 7  | 3   | 1   | 9  | 74  | 73  | +1   |
|  | 7.   | Triglav Kranj       | 21 | 20 | 7  | 0   | 0   | 13 | 61  | 83  | -22  |
|  | 8.   | Kitzbühel           | 20 | 20 | 6  | 1   | 0   | 13 | 68  | 81  | -13  |
|  | 9.   | Celje               | 20 | 20 | 5  | 0   | 5   | 10 | 77  | 110 | -33  |
|  | 10.  | Bled                | 9  | 20 | 3  | 0   | 0   | 17 | 35  | 143 | -108 |
|  | 11.  | Slavija Lubiana     | 8  | 20 | 2  | 0   | 2   | 16 | 45  | 82  | -37  |

Legenda:

      Ammesse al Master Round
      Ammesse al Qualifying Round
Note:

Tre punti a vittoria, due punti a vittoria dopo overtime o rigori, un punto a sconfitta dopo overtime o rigori, zero a sconfitta.

### Seconda fase
Nei due gruppi vengono assegnati dei punti bonus alle prime quattro squadre in ordine decrescente in base alla posizione di classifica ottenuta al termine della stagione regolare (4, 3, 2, 1), mentre i punti e le reti ottenuti in stagione regolare vengono azzerati.

#### Master Round
| Pos. | Squadra             | Pt | G | V | VOT | POT | P | GF | GS | DR |
| ---- | ------------------- | -- | - | - | --- | --- | - | -- | -- | -- |
| 1.   | Zell am See         | 14 | 8 | 4 | 1   | 0   | 3 | 28 | 27 | +1 |
| 2.   | Pioneers Vorarlberg | 14 | 8 | 4 | 0   | 1   | 3 | 25 | 21 | +4 |
| 3.   | HDD Jesenice        | 14 | 8 | 4 | 0   | 0   | 4 | 31 | 26 | +5 |
| 4.   | Lustenau            | 14 | 8 | 3 | 1   | 0   | 4 | 25 | 30 | -5 |
| 5.   | Bregenzerwald       | 14 | 8 | 3 | 0   | 1   | 4 | 21 | 26 | -5 |

Legenda:

      Ammesse ai Playoff
Note:

Tre punti a vittoria, due punti a vittoria dopo overtime o rigori, un punto a sconfitta dopo overtime o rigori, zero a sconfitta.

#### Qualifying Round
| Pos. | Squadra         | Pt | G  | V | VOT | POT | P | GF | GS | DR  |
| ---- | --------------- | -- | -- | - | --- | --- | - | -- | -- | --- |
| 1.   | Kitzbühel       | 26 | 10 | 7 | 1   | 1   | 2 | 45 | 20 | +25 |
| 2.   | Kapfenberg      | 24 | 10 | 6 | 1   | 0   | 3 | 57 | 26 | +31 |
| 3.   | Slavija Lubiana | 18 | 10 | 6 | 0   | 0   | 4 | 29 | 32 | -3  |
| 4.   | Celje           | 16 | 10 | 4 | 1   | 1   | 4 | 41 | 44 | -3  |
| 5.   | Triglav Kranj   | 9  | 10 | 2 | 0   | 0   | 8 | 27 | 46 | -19 |
| 6.   | Bled            | 7  | 10 | 2 | 1   | 0   | 7 | 27 | 58 | -31 |

Legenda:

      Ammesse ai Playoff
Note:

Tre punti a vittoria, due punti a vittoria dopo overtime o rigori, un punto a sconfitta dopo overtime o rigori, zero a sconfitta.

## Playoff

### Tabellone
|  | Quarti di finale | Quarti di finale | Quarti di finale |               |          | Semifinali    | Semifinali | Semifinali |  |  | Finale | Finale   | Finale |
|  |                  |                  |                  |               |          |               |            |            |  |  |        |          |        |
|  | 1                | Zell am See      | 4                |               |          |               |            |            |  |  |        |          |        |
|  | 6                | Kitzbühel        | 0                |               |          |               |            |            |  |  |        |          |        |
|  | 6                | Kitzbühel        | 0                |               | 1        | Zell am See   | 1          |            |  |  |        |          |        |
|  |                  |                  |                  |               | 1        | Zell am See   | 1          |            |  |  |        |          |        |
|  |                  | 4                | Lustenau         | 3             |          |               |            |            |  |  |        |          |        |
|  | 4                | 4                | Lustenau         | 3             | Lustenau | 4             |            |            |  |  |        |          |        |
|  | 4                |                  |                  |               | Lustenau | 4             |            |            |  |  |        |          |        |
|  | 5                | Bregenzerwald    | 0                |               |          |               |            |            |  |  |        |          |        |
|  |                  |                  |                  |               |          |               |            |            |  |  | 4      | Lustenau | 3      |
|  |                  |                  | 2                | VEU Feldkirch | 0        |               |            |            |  |  |        |          |        |
|  | 2                | VEU Feldkirch    | 4                |               |          |               |            |            |  |  |        |          |        |
|  | 7                | Kapfenberg       | 0                |               |          |               |            |            |  |  |        |          |        |
|  | 7                | Kapfenberg       | 0                |               | 2        | VEU Feldkirch | 3          |            |  |  |        |          |        |
|  |                  |                  |                  |               | 2        | VEU Feldkirch | 3          |            |  |  |        |          |        |
|  |                  | 3                | Jesenice         | 1             |          |               |            |            |  |  |        |          |        |
|  | 3                | 3                | Jesenice         | 1             | Jesenice | 4             |            |            |  |  |        |          |        |
|  | 3                |                  |                  |               | Jesenice | 4             |            |            |  |  |        |          |        |
|  | 8                | Slavija Lubiana  | 0                |               |          |               |            |            |  |  |        |          |        |

### Quarti di finale
- Date: 28 febbraio - 4-6-8 marzo 2015

| Squadra 1           | Totale | Squadra 2       | Gara 1 | Gara 2    | Gara 3    | Gara 4 | Gara 5 | Gara 6 | Gara 7 |
| ------------------- | ------ | --------------- | ------ | --------- | --------- | ------ | ------ | ------ | ------ |
| Zell am See         | 4 - 0  | Kitzbühel       | 6 - 4  | 5 - 4 dts | 2 - 1     | 8 - 2  |        |        |        |
| Lustenau            | 4 - 0  | Bregenzerwald   | 3 - 0  | 2 - 1     | 2 - 1     | 3 - 0  |        |        |        |
| Pioneers Vorarlberg | 4 - 0  | Kapfenberg      | 5 - 3  | 5 - 2     | 4 - 2     | 6 - 3  |        |        |        |
| HDD Jesenice        | 4- 0   | Slavija Lubiana | 2 - 1  | 5 - 2     | 4 - 3 dts | 2 - 1  |        |        |        |

### Semifinali
- Date: 21-25-27-29 marzo 2015

| Squadra 1           | Totale | Squadra 2    | Gara 1 | Gara 2    | Gara 3    | Gara 4    | Gara 5 |
| ------------------- | ------ | ------------ | ------ | --------- | --------- | --------- | ------ |
| Zell am See         | 1 - 3  | Lustenau     | 3 - 6  | 3 - 4 dts | 4 - 3 dts | 2 - 6 dts |        |
| Pioneers Vorarlberg | 3 - 1  | HDD Jesenice | 0 - 4  | 5 - 3     | 6 - 2     | 2 - 1 dts |        |

### Finale
- Date:  4-6-8 aprile 2015

| Squadra 1 | Totale | Squadra 2           | Gara 1    | Gara 2 | Gara 3 | Gara 4 | Gara 5 |
| --------- | ------ | ------------------- | --------- | ------ | ------ | ------ | ------ |
| Lustenau  | 3 - 0  | Pioneers Vorarlberg | 3 - 2 dts | 4 - 2  | 3 - 2  |        |        |

## Verdetti
- Campione della Inter-National-League: EHC Lustenau (1º titolo)

| Campioni INL 2014-2015 EHC Lustenau | Portieri: Simon Büsel, Tommi Virtanen, Martins Raitums Difensori: Martin Oraze, David Slivnik, Marco Zorec, Oskars Martins Freimanis, Patrick Ratz, Tobias Schwendinger, Mathias Schwabegger, Michael Kutzer Attaccanti: Scott Barney, Toni Saarinen, Max Wilfan, Andris Siksnis, Stefan Wiedmaier, Thomas Auer, Kevin Schraven, Teemu Lepaus, Dominic Haberl, Christian Gmeiner, Dominik Oberscheider, Lukas Fritz Staff Tecnico: Heikki Mälkiä (Allenatore) |